# Edoardo Moroni
Enrico Odoardo Moroni, meglio noto come Edoardo Moroni (Córdoba, 13 ottobre 1902 – Buenos Aires, 3 febbraio 1975), è stato un politico italiano.
Durante la Repubblica Sociale Italiana fu Ministro dell'Agricoltura e Foreste.

## Biografia
Da giovane visse a Lucca, città in cui la famiglia si era trasferita, terminando le scuole inferiori e superiori. Il 15 aprile 1922, quando ancora non aveva compiuto vent'anni, convolò a nozze con Marianna Giorgi (di tre anni più grande di lui) che gli diede tre figli: Bebe (Maria Paola), Giorgio e Dori (Maria Laura). Fascista della prim'ora, partecipò alla marcia su Roma e successivamente si laureò in Agraria all'università di Pisa. Durante il ventennio fascista svolse l'incarico di Presidente della Federazione Italiana Consorzi Agrari a Roma.
Dopo l'armistizio dell'8 settembre 1943 aderì alla Repubblica Sociale Italiana, di cui fu Ministro dell'Agricoltura e Foreste. Il suo dicastero ebbe sede inizialmente a Treviso ma poi, a seguito del grande bombardamento della città veneta, fu costretto a spostarlo a San Pellegrino Terme. Nell'aprile del 1945 fu ricoverato a Luino a casa del direttore generale del suo Ministero, Albertario (che risulterà successivamente essere un membro del CLN Alta Italia); successivamente si recò a Livorno e a Roma per poi fuggire in America Latina.
Soggiornò dapprima in Argentina (dove ottenne la cittadinanza essendo lì nato) in cui lavorò come funzionario del governo di Perón, e in seguito in Brasile, poi si trasferì definitivamente in Argentina. Tornò in Italia per partecipare ai funerali della figlia Bebe, scomparsa prematuramente a Lucca il 6 agosto del 1958. Morì a Buenos Aires in Argentina..